# I Love
I Love (стилизовано как I love) — пятый корейский (седьмой в общем) мини-альбом южнокорейской гёрл-группы (G)I-dle. Он был выпущен в цифровом формате 17 октября 2022 года и на физическом носителе 18 октября 2022 года компанией Cube Entertainment. Физический релиз альбома был доступен в трёх вариантах оформления: «Born», «Act» и «(X‑File)». В него вошли шесть треков, включая заглавный сингл «Nxde». Мини-альбом посвящён различным проявлениям любви и эмоциям человека, ищущего настоящую любовь — любовь к себе. Песни расположены в обратном порядке, поскольку повествуют об истории любви, начиная с трека «Dark (X‑File)» о первой влюблённости, и заканчивая треком «Nxde» о принятии себя. Вдохновением для визуального стиля релиза послужил классический кинематограф Голливуда. (G)I‑dle сохранили репутацию группы, которая сама создаёт свои песни, так как в работе над каждым треком был задействован кто‑либо из участниц. В коммерческом плане альбом был успешен, он дебютировал на первом месте в Circle Chart с более чем 500 000 копий.

## Название
В названии I Love нет объекта действия. Участницы группы объяснили, что они хотят выразить уважение ко всем видам любви и предоставить каждому слушателю возможность воспринимать эту фразу, исходя из собственных чувств — «это может быть любовь к семье, другу, хобби, возлюбленному, мечте или один из многих видов любви, существующих на свете». I Love также выражает послание о том, что «„я“ заслуживаю оставаться „самой собой“, а не быть той, кем другие хотят меня видеть, и я надеюсь отбросить шоу, которое мне не нужно, и вместо этого представить неподдельную, истинную себя».

## Предыстория
В интервью Seoul Broadcasting System участницы рассказали, что подготовка к выходу I Love была завершена до начала Just Me ( )I-dle World Tour, который проводился с 17 июня по 1 октября 2022 года.

### Идея
Соён впервые упомянула задумку I Love в эпизоде телепрограммы I Live Alone, который вышел в эфир 13 мая 2022 года. В нём она организовала собрание сотрудников Cube для обсуждения следующего альбома (G)I‑dle и показала им презентацию, которую сама подготовила с помощью Microsoft PowerPoint. Певица процитировала Курта Кобейна из группы Nirvana, сказав:

«Лучше пусть меня ненавидят за то, кто я есть, чем любят за то, кем я не являюсь» — вот главное послание, которое я хочу донести. Я хочу, чтобы это было главным посланием нашей следующей заглавной песни. [...] Как и наш предыдущий альбом, этот призван бороться со стереотипами: «Даже если вы перестанете меня любить, я все равно выберу быть тем, кто я есть».— Соён в программе I Live Alone

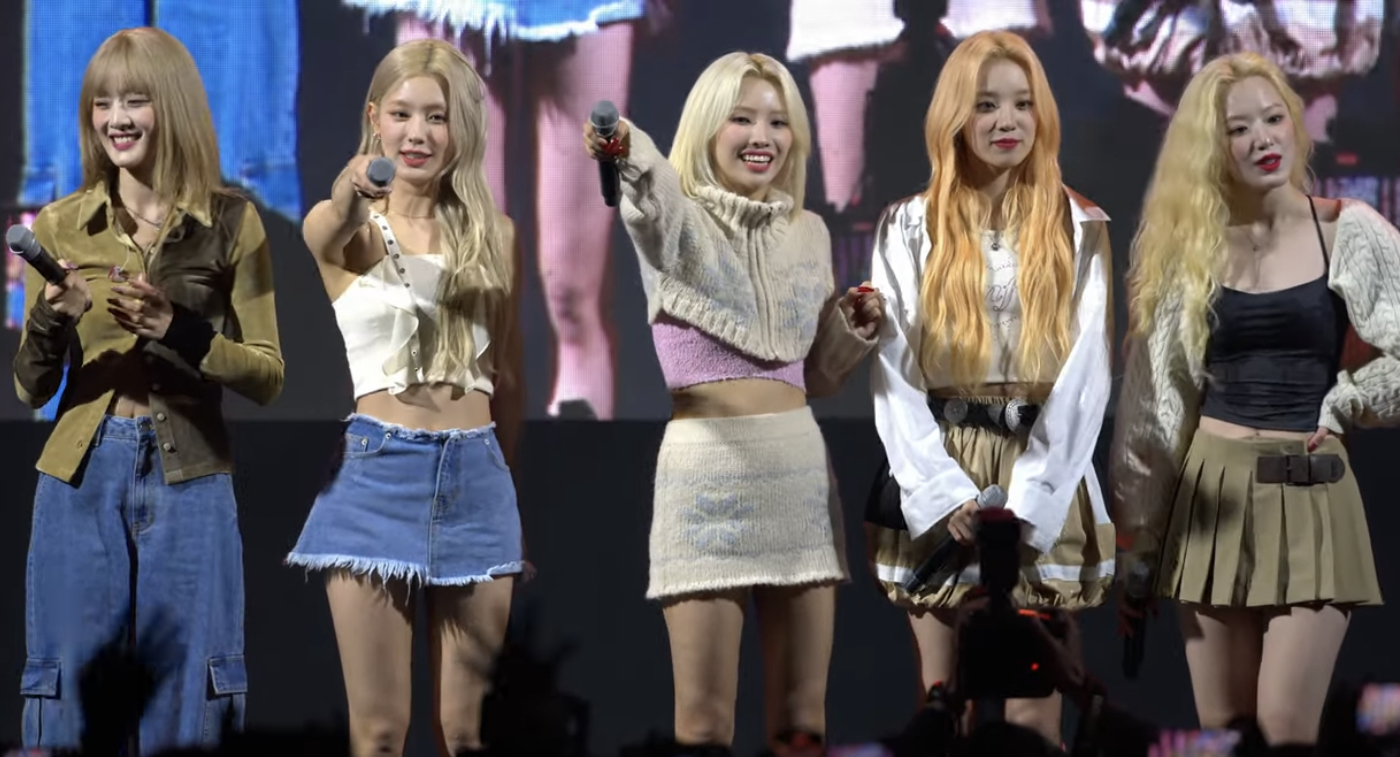
Выступление (G)I-dle в октябре 2022 года. Слева направо: Минни, Миён, Соён, Юци, Шухуа

В той же программе она заявила, что альбом был вдохновлён фигурой Мэрилин Монро. Соён объяснила, что хотела сломать образ «тупой блондинки» и показать, насколько умной была актриса. Она также поделилась своим позитивным ретроспективным взглядом на Монро и сказала, что в альбоме она хотела показать истинную сущность Мэрилин, а не её образ как секс-символа, связанный со стереотипами о блондинках. Чтобы воплотить концепцию I Love визуально, Соён нужно было должным образом объяснить Шухуа — младшей участнице группы, почему особый образ (платиновый блонд, красные губы, бельевой стиль одежды) необходим для того, чтобы передать идеи альбома. Шухуа редко красит волосы и не любит открытые наряды, поэтому она размышляла в течение 2-3 дней, прежде чем согласиться. Остальные участницы были тронуты тем, как Шухуа преобразилась, и поклялись сделать альбом успешным. В планах у группы были и другие стили на случай, если Шухуа не захочет менять цвет волос, но от них в итоге отказались.

### Работа над песнями
Участницы (G)I-dle были активно задействованы в создании треков. Все тексты написаны Соён, «Change» — в соавторстве с Минни, «Sculpture» — с Минни и Houdini. Помимо исполнительниц, композиторами и аранжировщиками стали различные авторы песен и продюсеры: Pop Time, Kako, Big Sancho, BreadBeat, BoyToy (Blatinum), Disko (Blatinum), PLZ, Houdini и Siixk Jun. Большинство из них уже работали над релизами группы. Соён и Юци приняли участие в создании аранжировок для треков «Nxde» и «Reset» соответственно. Также либо одна из них, либо Минни указаны в качестве соавторов музыки для каждой песни из I Love. Кроме того, Соён взяла на себя ведущую роль в процессе создания альбома, будучи генеральным продюсером.

### Анонсы и тизеры
14 сентября 2022 года компания Cube Entertainment представила первый тизер в прямом эфире на официальном Ютуб-канале группы. В нём показали только рисунок красного сердца, которое билось со звуковыми эффектами в течение 10 минут перед тем, как разбиться, чтобы на его месте появилось название альбома I Love. Агентство также опубликовало в социальных сетях изображение подушки в форме сердца на обложке журнала, и сообщило, что релиз состоится 17 октября того же года. График мероприятий для продвижения альбома, запланированных на период с 30 сентября до 17 октября, был выложен 19 сентября.
30 сентября 2022 года в соцсетях и на официальном сайте появилась обложка главного сингла под названием «Nxde», в котором «x» заменяет букву «u» в слове «nude» (с англ. — «обнажённый»). Для её создания использовано фото участниц с красной помадой и окрашенными светлыми волосами. В кадре девушки изображены до плеч и без бретелей от одежды, за счёт чего создаётся впечатление, что они снимались топлес. Вышедший в тот же день монохромный скетч-фильм начинается с фразы «How Do I Look?» (с англ. — «Как я выгляжу?») и демонстрирует фотосессию (G)I-dle, а затем кадры, на которых участницы раздеваются (позднее в закадровых видео было показано, что они снимались в одежде). Этот скетч-фильм привлёк внимание благодаря нестандартной для жанра k-pop концепции, выражающей силу, уверенность, свободу и автономию тела. 5 октября был опубликован список треков альбома в стиле, напоминающем модный журнал, песни были расположены от шестой «Dark (X‑File)» к первой «Nxde». 10 октября были выпущены фрагменты каждого трека, за исключением шестого. Клип на песню «Dark (X‑File)» был выложен на Ютуб через два дня. В ночь с 13 на 14 октября вышло чёрно-белое видео, в котором (G)I-dle как будто дают интервью, заканчивающееся фразой Соён: «Мы полностью обнажены. Даже вам стоит подготовиться к этому» (кор. 정말 모든 걸 벗었다. 아마 마음의 준비를 하셔야 할 거다; англ. We are completely nude. Even you will have to get ready for it). Журналисты увидели сходство его атмосферы с интервью Мэрилин Монро. 15 и 16 октября в официальных социальных сетях группы были опубликованы тизеры клипа на песню «Nxde», первый из них также был чёрно-белым.

## Музыка и тексты
Вдохновением для I Love послужили различные жанры, такие как поп-музыка, рок, инди-поп и другие. В альбом вошли альтернативные и танцевальные треки, корейская баллада в среднем темпе и элементы джаза. Альбом рассказывает историю о любви в различных её проявлениях и об эмоциях человека, ищущего настоящую любовь — в конечном итоге любовь к себе. Песни расположены в порядке, противоположном хронологическому. За несколько часов до официального релиза I Love группа провела медиа-презентацию под названием «X-LOVE-SHOW», где Соён объяснила, что сюжетная линия альбома движется от трека № 6 к треку № 1. Она сказала, что «история происходит в обратном порядке, начиная с № 6. Если № 6 — это первый раз, когда мы начали любить, то в треках с № 5 до № 2 содержится процесс любви».

### Песни
Открывающий трек альбома, «Nxde», относится к жанру альтернативный поп и заимствует мелодию арии «Хабанера» из оперы «Кармен». Он отличается джазовым инструментальным ритмом с мощной басовой линией, сочетающейся с ритмом шаффла и провокационной саркастической лирикой о восприятии слова «nude». Атмосфера песни «Dark (X‑File)» описывается как таинственная и мрачная, текст посвящён сильному влечению к кому-то и напоминает один из предыдущих треков группы, «Oh My God». Композиция «Sculpture» в винтажном стиле имеет лёгкую и восходящую мелодию, которая контрастирует с его самоуничижительной лирикой об изменении себя ради возлюбленного. Баллада «Reset» посвящена вере в то, что любовь — это единственное, чего нельзя достичь даже с большими усилиями. Нежная песня «Change» повествует о неизбежности взлетов и падений в жизни. Автор статьи об альбоме для журнала The Kraze описал «Love» как трек в жанре софт-рок с мелодичными риффами электрогитары и запоминающимся припевом, который рассказывает о разрыве с бывшим, но заканчивается прекрасным осознанием того, что единственная настоящая любовь — это любовь к себе.

## Оценки
София Э. Гомес, пишущая для Genius посчитала I Love впечатляющим и отметила вдумчивость и искренность его текстов, которые, с её точки зрения, дают слушателям возможность взглянуть на суровую реальность разрыва или поддаться внешним стереотипам и осуждению. По мнению Гомес, в этом альбоме (G)I-dle показали искренность и открытость, поскольку они больше не привязаны к устаревшим убеждениям общества и готовы раскрыть свою уникальность, без страха придерживаясь уверенной и вызывающей эмоции концепции.
Пак Джун Хи в своём обзоре для The Korea Herald написала, что I Love не является типичными для корейской музыки альбомом о любви. Она похвалила группу за затрагивание «уязвимых тем» принятия себя и заботы о себе, которых многие стесняются в k-pop. Пак отметила, что все шесть треков ощущаются как история человека с разбитым сердцем или безнадёжного романтика, который смог найти любовь, когда обнаружил, как важно сначала начать ценить себя.

## Коммерческий успех
По состоянию на 11 октября 2022 года, было предзаказано более 700 000 копий мини-альбома, что стало новым рекордом для Cube Entertainment. I Love также получил статус самого продаваемого альбома компании за всё время, поскольку тираж альбомов, которые она выпустила ранее, никогда не превышал 500 000 копий. Ожидалось, что продажи этого мини-альбома превысят общие консолидированные продажи Cube за первую половину 2022 года.
По данным Circle Retail Album Chart, в день релиза было продано более 227 416 копий альбома. В Circle Album Chart I Love дебютировал на первом месте с тиражом 637 090 копий. Рост продаж составил 284 % по сравнению с I Never Die, предыдущим релизом группы. По данным Hanteo Chart от 21 октября, на пятый день после релиза было продано более 610 000 копий.

## Оформление и упаковка

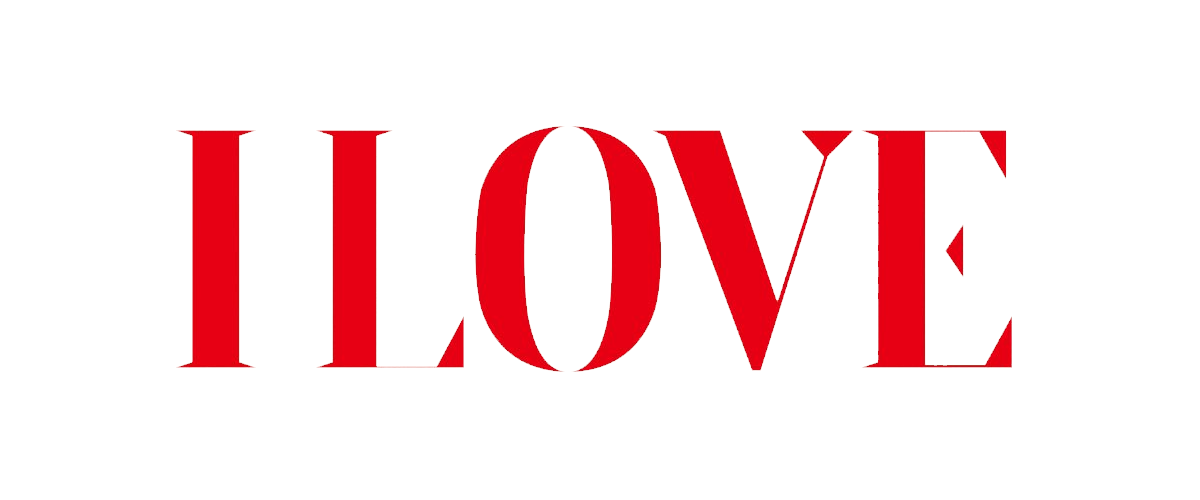
Логотип альбома

Физическая версия альбома I Love была выпущена в трёх версиях: «Born», «Act» и «(X‑File)». В «Act» создаётся атмосфера провокационности и соблазнительности, в качестве реквизита используются различные предметы в форме сердца, участницы одеты в ретро-бельё. Визуальная концепция «Born» вдохновлена Мэрилин Монро. Версия «(X‑File)» посвящена тому, как много тайн скрывают знаменитости, на изображениях каждая участница закрывает лицо маской кролика. Мини-альбом поставляется с CD, фотокнигой, текстами песен на бумаге, двумя селфи-картами, закладкой для книг, наклейкой, мини-постером и почтовой маркой, для предзаказа также был доступен особый постер. Эксклюзивные версии компании Target должны содержать дополнительную фотокарточку.

## Продвижение
В честь выхода альбома группа в сотрудничестве с Ktown4u, AppleMusic, Dearmymuse, Withmuu и Namil Music запустила страницу для видеозвонков один на один. 4 октября Cube представил эксклюзивный эмодзи I Love для использования рекламных хэштегов «여자아이들», «GIDLE», «I_love» и «Nxde». Эти эмодзи действовали до 30 ноября 2022 года. Временный магазин был открыт в Сеуле с 18 по 20 октября. В нём можно было воспользоваться фотобудкой и получить рамку с дизайном, который нарисовали сами участницы. Среди других продуктов были нераскрытые фотокарточки и фотокарточки с подписями участников. (G)I-dle провели офлайн-мероприятие X-Love Show Private Premiere в день выхода мини-альбома, в пятницу, 17 октября, в кинотеатре CGV Cheongdam Cine City в Сеуле. Обстановка и формат мероприятия были вдохновлены вечерними ток-шоу, которые были популярны в Соединённых Штатах во времена Монро.

## Список композиций
| №                   | Название                  | Текст песни         | Музыка                                                | Аранжировка         | Длительность |
| ------------------- | ------------------------- | ------------------- | ----------------------------------------------------- | ------------------- | ------------ |
| 1.                  | «NXDE»                    | Соён                | Соён Pop Time Kako                                    | Соён Pop Time Kako  | 2:58         |
| 2.                  | «LOVE»                    | Соён                | Соён Big Sancho (YummyTone)                           | Big Sancho Соён     | 3:17         |
| 3.                  | «Change»                  | Минни Соён          | Минни BreadBeat                                       | BreadBeat           | 3:24         |
| 4.                  | «RESET»                   | Соён                | Юци Boytoy (Blatinum) Disko (Blatinum) PLZ (Blatinum) | Юци Boytoy Disko    | 3:02         |
| 5.                  | «Sculpture» (кор. 조각품) | Соён Минни Houdini  | Минни Houdini                                         | Houdini Lo (Raw)    | 3:06         |
| 6.                  | «Dark (X-File)»           | Соён                | Юци Siixk Jun                                         | Siixk Jun           | 2:45         |
| Общая длительность: | Общая длительность:       | Общая длительность: | Общая длительность:                                   | Общая длительность: | 18:32        |